# Dostoevskaja (metropolitana di San Pietroburgo)
Dostoevskaja (in russo Достоевская?) è una stazione della Linea Pravoberežnaja, la Linea 4 della Metropolitana di San Pietroburgo. È stata inaugurata il 30 dicembre 1991.
Si tratta anche di una stazione di interscambio con Vladimirskaya della Linea 1.